# Sottisier
Un sottisier est un "recueil de sottises, et spécialement de sottises ou de platitudes échappées à des auteurs connus". "Recueil, collection de sottises, de bévues, de phrases ridicules relevées dans la presse ou sur les ondes, chez des écrivains, des personnes célèbres, etc." .
Le mot "bêtisier", donné pour synonyme, prend actuellement un sens plus large que "sottisier" : il inclut les comportements, la télévision, il ne concerne pas seulement des auteurs connus. "Bêtisier" : "collection d'extraits d'enregistrements ratés, de bévues, gaffes et d'autres situations comiques" (Wiktionary).. "Sottise implique non seulement un défaut d'intelligence, mais aussi un défaut de jugement, un travers de l'esprit fréquemment accompagné de présomption. La bêtise suppose soit un manque d'intelligence soit de l'ignorance."